# Athroolopha chrysitaria
Athroolopha chrysitaria là một loài bướm đêm trong họ Geometridae.